# Stanisław Hellman
Stanisław Hellman (ur. 25 marca 1869 w Wilnie, zm. po 1930) – polski działacz niepodległościowy i polityk, uczestnik Rewolucji 1905, członek Polskiej Organizacji Wojskowej, poseł na Sejm Litwy Środkowej oraz na Sejm I kadencji w RP z ramienia PSL „Wyzwolenie” oraz Stronnictwa Chłopskiego.

## Życiorys
Urodził się w rodzinie producenta fortepianów. Początkowo uczył się w gimnazjum, jednak zmuszony był do przerwania edukacji, ze względu na konieczność pracy w warsztacie ojca. Od 17 roku życia prowadził nielegalną działalność niepodległościową - początkowo kolportował literaturę zakazaną przez władze rosyjskie. Następnie, w 1889 rozpoczął agitację socjalistyczną w kręgach robotników i rzemieślników. Był jednym z uczestników Rewolucji w 1905.
Po wygaśnięciu wydarzeń rewolucyjnych, został dzierżawcą majątku Falwicze niedaleko Święcian. Później prowadził własne gospodarstwo w okolicach Landwarowa. Na Wileńszczyźnie prowadził pracę oświatową. Był jednym z twórców pierwszego polskiego teatru w tych okolicach.
Po wybuchu I wojny światowej zaangażował się w konspiracyjną działalność wojskową - był członkiem Polskiej Organizacji Wojskowej. Wszedł także w skład Komitetu Obrony Wileńszczyzny. W tym czasie był już członkiem Polskie Stronnictwo Ludowe „Odrodzenie”. Po utworzeniu tzw. Litwy Środkowej został posłem do nowo powołanego Sejmu Litwy Środkowej. Był członkiem redakcji organu prasowego PZL „Odrodzenie” - czasopisma Wyzwolenie Ludu.
W wyniku wyborów w 1922 został posłem do Sejmu RP. Wybrano go z listy PSL „Wyzwolenie”, w okręgu 61. Przynależność partyjną zmienił 31 grudnia 1925, wstępując do Stronnictwa Chłopskiego. 3 marca 1926 został wybrany do Rady Naczelnej tego ugrupowania. W 1927 odszedł z partii i został szefem własnej grupy - Związku Drobnych Rolników Ziem Wschodnich. Wkrótce potem jednak wrócił do Stronnictwa Chłopskiego (29 września 1927). Członek Krajowego Stronnictwa Ludowego Ziem Litewsko-Białoruskich – „Zjednoczenie” w 1927 roku. W październiku 1930 definitywnie opuścił to ugrupowanie. Dalsze jego losy nie są znane.